# سنجاب بیابانی دم‌سفید
سنجاب دم‌سفید (نام علمی: Ammospermophilus leucurus) نام یک گونه از سرده سنجاب‌های بیابانی است.